# Гессен, Иосиф Владимирович
Ио́сиф Влади́мирович Ге́ссен (до крещения Иосиф Саулович Гессен; 14 [26] апреля 1865, Одесса — 22 марта 1943, Нью-Йорк) — русский государственный и политический деятель, юрист и публицист.

## Биография

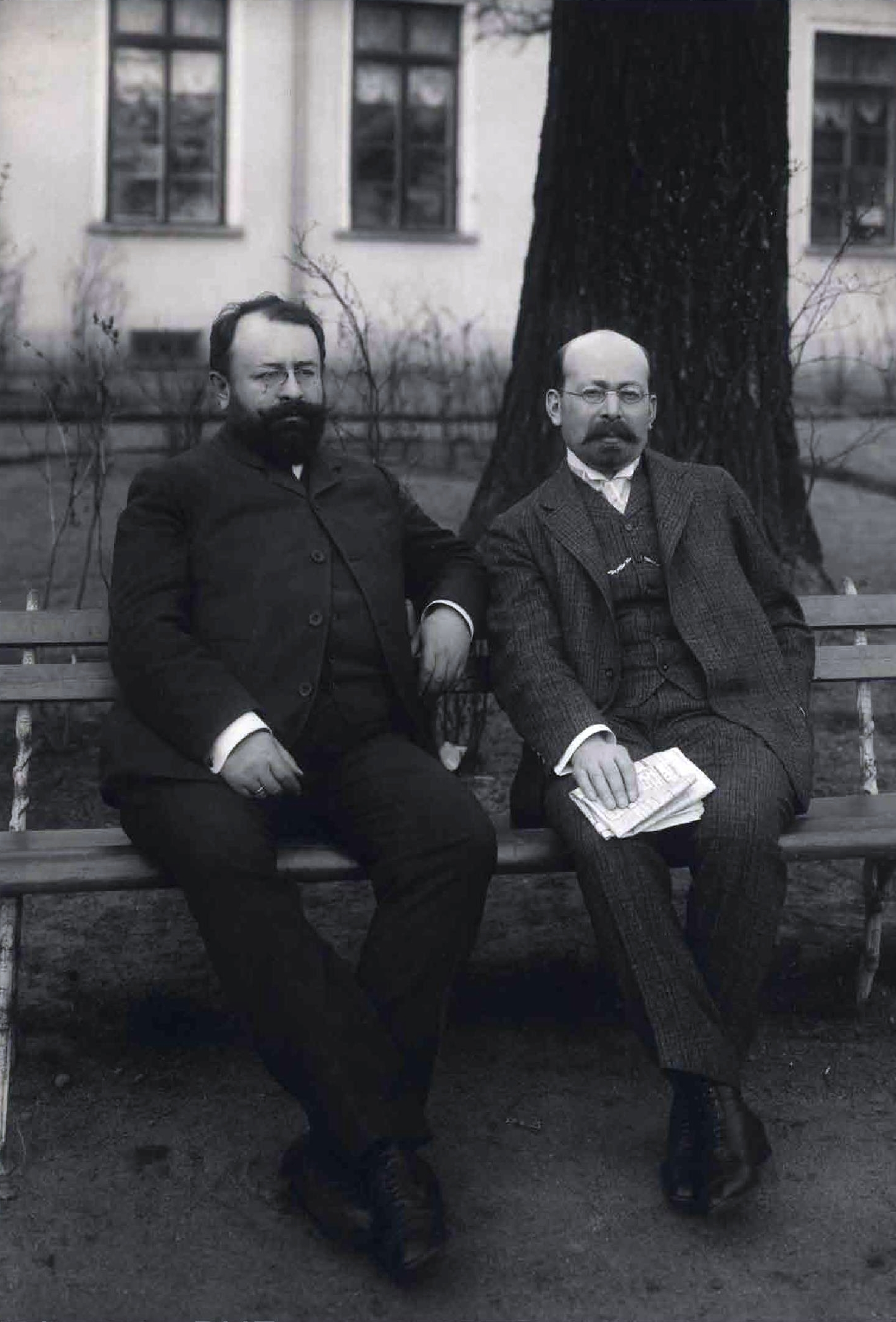
Члены II Государственной думы В. М. Гессен и И. В. Гессен

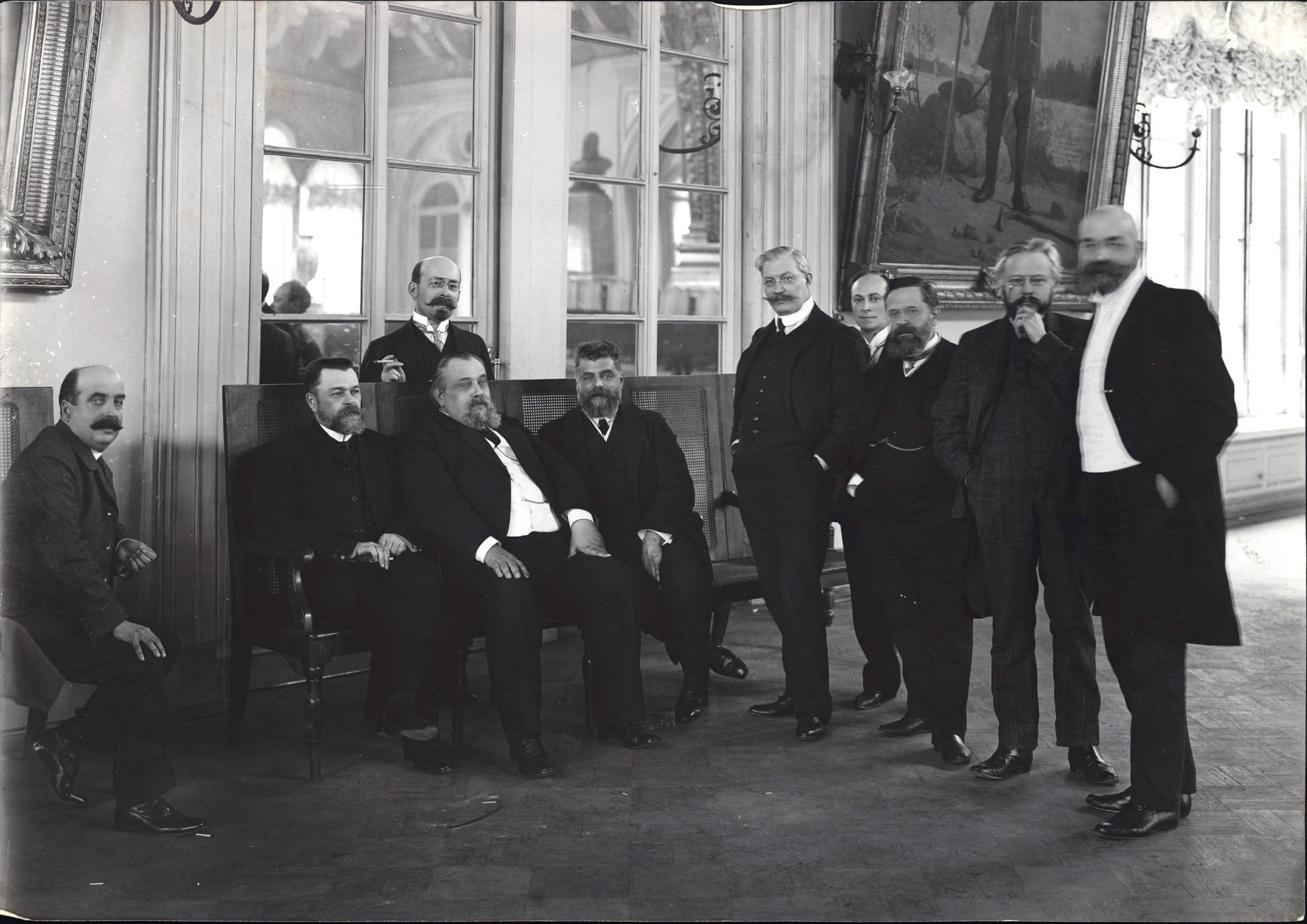
Депутаты Государственной думы Российской империи. И. В. Гессен стоит слева за сидящими

Родился 14 (26) апреля 1865 года в Одессе, в еврейской купеческой семье, занимавшейся хлеботорговлей. Его дед, Юда (Идель) Мунишевич Гессен (Гесен, 1808—1873), был купцом 2-й гильдии, попечителем одесской талмудторы; дядя, Исидор Юльевич (Израиль Юделевич) Гессен, был управляющим Днестровской линией Русского общества пароходства и торговли. Двоюродный брат — историк и писатель Юлий Исидорович Гессен. 
Отец — одесский купец Шоель Иделевич (Шевель Юдкович, также Саул и Савелий Юльевич) Гессен (1832—1894), в 1860 году взял подряд на управление винокуренным заводом в Екатеринославе, в чём успеха не имел, позже был занят в хлеботорговле, но разорился в 1880-х годах (жил в Одессе в доме № 69 по Малой Арнаутской улице). Мать, Шева (Шейва, Басшева) Пинхусовна Гессен (Гесен, 1841—?), происходила из зажиточной семьи из Екатеринослава. 
В июне 1883 года закончил 3-ю одесскую гимназию. С 1883 года учился на естественном факультете, с 1884 года на юридическом факультете Новороссийского университета в Одессе, из которого был исключен в 1885 году «за словесное оскорбление студента А. Петрикова». Продолжил учёбу в Петербургском университете на первом курсе.
29 декабря 1885 года Гессен был арестован и за близость к народовольцам подвергся административной ссылке на три года в Вологодскую губернию, в Усть-Сысольск, после того как его арестовали во время облавы. По возвращении в Одессу сдал экзамены за полный курс юридического факультета Петербургского университета (1889), но из-за «политической неблагонадежности» не был допущен властями ни к подготовке при университете к профессорскому званию (1892), ни к адвокатской деятельности. В 1892 году переехал в Кишинёв, где его старший брат владел аптекой; работал в Бессарабском коммерческом суде и здесь же женился на внучке казённого раввина Кишинёва.
В 1894 году ради усыновления сына, рождённого от православной женщины Анны Ивановны Макаровой (в будущем философа Сергея Иосифовича Гессена) — дочери хозяина квартиры, в которой он проживал, отбывая ссылку в Усть-Сысольске, вместе с женой принял православие. В следующем году с него был снят негласный надзор. Работал секретарём Тульского окружного суда, юридическим консультантом в Министерстве юстиции в Петербурге. В 1896 году был назначен делопроизводителем IX класса во 2-й департамент Министерства юстиции, входил в редакцию «Журнала министерства юстиции» (куда был принят по рекомендации троюродного брата Я. М. Гессена, также сотрудника редакции). В 1899 году назначен делопроизводителем 1-го (консультантского) департамента Министерства юстиции.
Присяжный поверенный (1904), главный редактор газеты «Право». Озабоченность Гессена положением евреев в Российской империи проявилась в его работе «Закон 3 мая 1882 года и его применение» (1903), в составлении «Сборника законов о евреях» (1904) и сборника «Накануне пробуждения» (1906). Был одним из организаторов и членом совета «Союза освобождения».
В 1905 году участвовал в создании Конституционно-демократической партии (партии кадетов), в которой стал товарищем (заместителем) председателя Петербургского комитета. В 1906 году Гессен стал членом Центрального комитета партии. В 1905 году совместно с П. Н. Милюковым Гессен редактировал газету «Народная свобода», сотрудничал в журнале «Вестник партии народной свободы». С февраля 1906 году он был соредактором (с П. Н. Милюковым) газеты «Речь».
В октябре 1905 года Гессен участвовал в секретных безрезультатных переговорах между Центральным комитетом Конституционно-демократической партии и премьер-министром С. Ю. Витте о создании правительства с участием кадетов. В период избирательной кампании в I Государственную думу Гессен был исключён из списка избирателей в связи с привлечением к суду за «антиправительственную деятельность».
В 1907 году был избран депутатом II Государственной Думы от Санкт-Петербургской губернии. Во время выборов выступал за соглашение с октябристами и имел контакты с П. А. Столыпиным. После избрания демонстративно записался как православный, но еврей по национальности.
Печатался в «Жизни», «Русских ведомостях», «Сыне отечества», «Наших днях» и других изданиях. В 1909 году присоединился к критике сборника «Вехи»
В 1917 году был избран членом Временного совета Российской республики. После Октябрьского переворота Гессен выступил против Советской власти. Он входил в Политический центр при штабе генерала Н. Н. Юденича, а в январе 1919 года (по другим данным — в 1920 году) эмигрировал в Финляндию. Там он выступил в скандинавских и германских органах печати с серией резких статей против большевиков. Известно его «Открытое письмо к социал-демократам», в котором он уговаривал европейских социал-демократов отгородиться от большевиков, утверждая, что Россия стоит перед опасностью страшной реакции, которая «разольется далеко за пределы русского государства», и что «реакция тем больнее ударит по социалистам, чем теснее они свяжут себя с судьбой большевистского режима».
Вскоре Гессен переехал из Финляндии в Германию. Вместе с В. Д. Набоковым и А. И. Каминкой Гессен основал 5 ноября 1920 года русскоязычную газету «Руль». В 1921—1937 годах он издал 22-томный документальный сборник «Архив русской революции». Гессен написал две книги воспоминаний: «В двух веках» и «Годы изгнания».
В 1936 году Гессен переехал в Париж. После оккупации Франции немцами в 1941 году, он уехал в США, поселившись в Нью-Йорке, где и умер.

## Семья

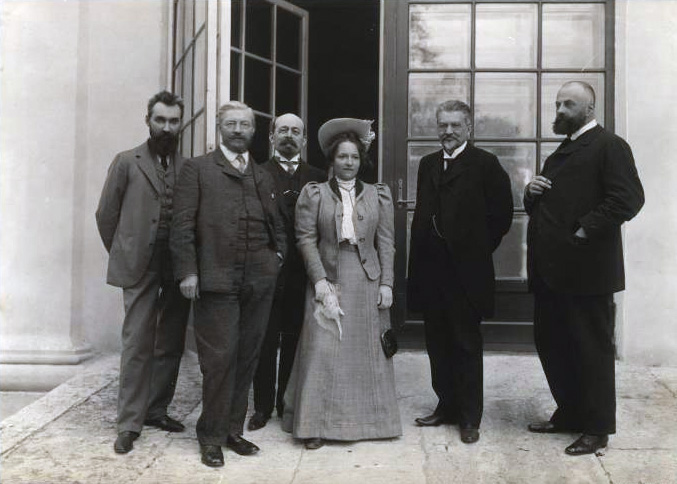
И. В. и А. И. Гессены (в центре) у здания Думы. Справа: П. И. Новгородцев, П. Н. Милюков, слева: И. И. Петрункевич, кн. Павел Долгоруков.

- Жена — Анна Исааковна Штейн (урождённая Грубер, 1866—1930), внучка казённого раввина Кишинёва Иосифа Гершковича Блюменфельда (1807, Люблин — ?, Кишинёв)[12][13][14][15].
  - Сын — философ Сергей Иосифович Гессен (1887—1950).
    - Внуки — Евгений Сергеевич Гессен (1910—1945), русский поэт, член содружества молодых поэтов «Скит», погиб в Освенциме; Дмитрий Сергеевич Гессен (1916—2001), польский славист, участник Второй мировой войны, составитель «Большого польско-русского словаря» (М.: Русский язык, 1979) и посмертного собрания литературного наследия Соломона Барта (совместно с Лазарем Флейшманом, М.: Водолей, 2008).

  - Сын — Владимир Иосифович (Осипович) Гессен (1901—1982), журналист и публицист, сотрудник редакции газеты «Новое русское слово», по образованию экономист;
  - Сын — Георгий Иосифович (Осипович) Гессен (1902—1971), переводчик.
  - Приёмные сыновья — Роман (1884—1942), Эрнест (1886—1911) и Семён (1887—1949).
- Братья — Михаил Савельевич (Мнахум-Муниш Шевелевич, Саулович) Гессен (1 июня 1863, Екатеринослав — ?)[16], был владельцем аптек в Одессе и Москве, затем провизором; Юлий Савельевич (Йегуда, Юлиус Саулович) Гессен (младший, 1875, Одесса — 1934)[17], до 1918 года работал в Русском для внешней торговли банке (его сын — электротехник Виктор Юльевич Гессен); Григорий Савельевич (Герш Саулович) Гессен (25 января 1883 — ?), выпускник Одесского коммерческого училища, инженер. У него также были три сестры: Сабина Сауловна (Саба Шоелевна, Шевелевна, 1871—?) Гессен была замужем за своим троюродным братом, юристом Яковом Матвеевичем Гессеном (1869—1942), директором издательства «Право» и издателем газеты «Право» (их сын — пушкинист Сергей Гессен, 1903—1937); Вера Савельевна (Шевелевна) Гессен (1877—?)[7][18]; Анна Сауловна (Хана Шевелевна) Гессен (Гесин, 11 сентября 1861, Екатеринослав[19] — ?) была замужем за врачом Самуилом Григорьевичем Клейном[20].

## Сочинения
- Архив русской революции. — Берлин, 1921-1923. (том 1), (том 2), (том 3), (том 4), (том 5), (том 6), (том 7), (том 8), (том 9), (том 10), (том 11), (том 12)
- Юридическая литература для народа. — 1904.
- Артели : Закон 1 июня (с разъяснениями по представлению М-ва финансов, проекту Комис. по сост. гражд. уложения и др.) и действующие образцовые уставы. — СПб.: тип. АО «Слово», 1902.
- Узаконение, усыновление и внебрачные дети. — СПб.: тип. АО «Слово», 1902.
- Судебная реформа.. — СПб., 1905. — 267 с.
- Юридическая помощь населению. — СПб.: Юрид. кн. скл. «Право», 1904.
- Реформа местного суда. — СПб.: Юрид. кн. маг. Н. К. Мартынова, 1910.
- Раздельное жительство супругов. — СПб.: Юрид. кн. скл. «Право», 1912.
- Раздельное жительство супругов : Закон 12 марта 1914 г. о некоторых изм. и доп. действующих узаконений о личн. и имуществ. правах замуж. женщин и об отношениях супругов между собою и к детям и др. законоположения с законодат. мотивами и разъяснениями, извлеч. из Проекта Ред. комис. … со вступ. очерком и алф. предм. указ. — СПб.: Юрид. кн. скл. «Право», 1914.
- Сборник законов о евреях с разъяснениями по определениям Правительствующаго Сената и циркулярам министерств : издание неофициальное / сост. И. В. Гессен и В. Фридштейн. — СПб.: издание Юридическаго книжнаго магазин Н. К. Мартынова, 1904.
- Конституционное государство (сборник статей). СПб.: тип. о-ва «Общественная польза», при участии газеты «Право», 1905.
- Искания общественного идеала. — Берлин: Слово, 1922.
- История русской адвокатуры. — М., 1914.
- Домашняя библиотека опыт составления систематического указателя книг для самообразования
- Адвокатура, общество и государство. — М.: Сов. присяжных поверенных, 1914.
- Великие реформы 60-х годов в их прошлом и настоящем. — СПб., 1905.